# Brian Moore (homme politique)
Pour les articles homonymes, voir Brian Moore.
Brian Patrick Moore, né le 8 juin 1943 à Spring Hill en Floride, est un homme politique américain. Il est le candidat officiel du Parti socialiste des États-Unis à l'élection présidentielle de 2008. Son vice-candidat, candidat pour le poste de vice-président, est Stewart Alexander.
Moore obtint un Master en administration publique à l'université d'État de l'Arizona. En 1969, il rejoignit le Corps de la Paix et participa à des projets de développement d'infrastructures dans des quartiers pauvres en Bolivie, au Panama et au Pérou. Il a également participé à de tels projets en Équateur, au Brésil, au Guatemala, en Colombie, en République dominicaine, au Mexique et en Tanzanie.
Il s'est prononcé en faveur d'un financement public pour les soins de santé, de l'accès au logement pour tous (à travers une politique interventionniste de l'État), d'une démocratie participative et d'un contrôle public démocratique sur l'économie.
Parmi ses prises de position pendant la campagne électorale:
- pour l'abolition du Patriot Act
- contre la torture par l'eau
- pour le retrait des troupes américaines en Irak
- pour la nationalisation des secteurs clefs de l'industrie
- pour une réduction des dépenses militaires
- pour le protocole de Kyoto et une politique active en matière de protection environnementale
- contre la peine de mort
- pour la garantie de l'accès pour tous aux services essentiels (santé, logement, éducation)
- pour le droit à l'avortement
- pour la fin de la vente d'armes à l'étranger par les États-Unis
- pour le remboursement de la dette des États-Unis aux Nations unies
- pour le recours obligatoire au référendum avant toute action militaire à l'étranger
- pour la protection du droit de grève et du droit d'appartenir à un syndicat
- pour le droit de sanctuaire pour les immigrés en situation irrégulière; pour une politique d'aide au développement des pays pauvres pour endiguer l'immigration clandestine
- pour l'annulation de la dette du Tiers monde
- pour un engagement de l'État dans le développement et l'amélioration des infrastructures urbaines et rurales

Il a obtenu 6 528 votes. Son meilleur score a été dans l'Ohio, où il a obtenu 2 731 votes.